# Természetes közösségek
Természetes közösségek azok az emberi társulások, amelyek nem előfeltételeznek más közösséget, és normáik önmagukban rejlenek. A fogalom Arisztotelésztől és Aquinói Szent Tamástól származik, azt később az egyház társadalmi tanítása karolta föl, és beépült a kereszténydemokrácia alapvetői értékvállalásai közé. Természetes közösségnek számít pl. a család, a nemzet, az állam.

## A természetes közösség fogalma és tartalma

### A fogalom eredete
A természetes közösség, a societas naturalis fogalma először az állammal kapcsolatban merült föl. Arisztotelész, majd őt követve Aquinói Szent Tamás nevezte az államot az emberek természetes társulásának, természetes közösségnek. Ebből a fogalmi megközelítésből fakadó rendszerezett államelmélet a 19. században alakult ki XVI. Gergely, IX. Pius és XIII. Leó pápa enciklikáiban.
Ferdinand Tönnies(en) 19. századi német szociológus Közösség és társadalom c. művében szembe állította egymással a természetes közösséget (Gemeinschaft) a mesterségesen létrehozott közösséggel (Gesellschaft). A természetes közösség Tönnies szerint egy szerves fejlődés eredménye, ahol gyakoriak a vérségi kötelékek, míg a mesterséges közösség individuumokból épül fel és sokkal inkább érdek orientált.

### Emberi társulások mint természetes közösségek
A család a társadalom alappilléreként a legfontosabb természetes közösség. A család természetes közösségként való definiálása egyrészről azt a megközelítést hangsúlyozza, mely szerint a család utódnemzésre alkalmas, heteroszexuális párkapcsolatból jöhet létre. Másrészről a természetességet egy racionális és etikai kapcsolatrendszernek érti.
„A család eleven és rendezett szálakkal kapcsolódik a társadalomhoz, amelynek alapját képezi, hiszen szüntelenül táplálja az élet szolgálata által: a társadalom tagjai a családban születnek és a családban kapják meg a szociális erények első iskoláját; ezek az erények pedig a társadalom életének és fejlődésének lelkét jelentik.” Fogalmazta meg II. János Pál pápa a Familiaris consortio c. apostoli buzdításában.
A nemzet esetében is megtalálható a kettős megközelítés. Az etno-szimbolista irányzat szerint a nemzet vérségi alapon szerveződök, és természetessége ebből származik. Ezzel azonban a kulturális nemzetfogalom is ellentétes.
Az állam Tönnis megközelítése szerint nem egyértelműen természetes közösség, azonban a katolikus egyházi tanítás az államot nem csak természetes, hanem természetes, tökéletes és teljes közösségnek tekinti. A tökéletesség ebben az értelemben azt jelenti, hogy saját célját saját eszközeivel képes elérni, ez megfelel Arisztotelész autarkia meghatározásához. A teljességen pedig az állammal kapcsolatban az egyházi tanítás azt érti, hogy az államban állampolgároknak van lehetőségük személyük kiteljesedéséhez.
Természetes közösségeknek számítanak továbbá az önkéntes, civil egyesületek is, amelyek fontos hidat képeznek az egyének és az állam között.

## Kapcsolódó fogalmak
- szubszidiaritás
- szolidaritás
- perszonalizmus